# توماس بيويك
توماس بيويك (بالإنجليزية: Thomas Bewick)‏ (حوالي 11 أغسطس 1753 -8 نوفمبر 1828) نحّات خشبي ومؤلف في التاريخ الطبيعي. تولّى في وقت مبكر من حياته المهنية جميع أنواع الأعمال مثل نحت أدوات المائدة واستخدام القطع الخشبية للإعلانات والرسومات التوضيحية في كتب الأطفال. تحوّل تدريجياً إلى رسم وكتابة ونشر كتبه الخاصة، واكتسب جمهورًا من البالغين من خلال رسومه التوضيحية الرائعة في كتابه «هيستوري اوف كوادروبيدس».
بدأت مسيرته عندما تتلمذ على يد النحات رالف بيلبي في نيوكاسل أبون تاين. أصبح بعدها شريكًا في العمل التجاري واستلم الإدارة في النهاية. كان جون أندرسون، ولوك كلينيل، وويليام هارفي، ممن دربهم بيويك، والذين أصبحوا بدورهم رسامين ونحاتين معروفين.
اشتهر بيويك بكتابه «أ هيستوري اوف بريتش بيردس»، الذي ما يزال ينال الإعجاب في يومنا هذا لنقوشه الخشبية بشكل أساسي، لا سيّما الصغيرة منها والموصوفة بشكل دقيق، بالإضافة إلى الرسومات ذات الطابع الفكاهي المعروفة باسم قطع الذيل. يُعتَبر الكتاب سبّاقًا بين جميع الكتيبات الإرشادية الميدانية الحديثة. رسم الرسوم التوضيحية لإصدارات من خرافات إيسوب خلال حياته.
ويعود الفضل إليه في ترويج الابتكار التقني في طباعة الرسوم التوضيحية باستخدام الخشب. استخدم أدوات نقش المعادن لقَطع خشب البقس الصلب بشكل يتماشى مع الخطوط الطولانية للجذع، وإنتاج قوالب طباعة يمكن دمجها مع أنواع من المعادن، مع كونها أكثر دوامًا من قطع الخشب التقليدية. وكانت النتيجة عبارة عن رسوم توضيحية أو منقوشات عالية الجودة بسعر منخفض.

## حياته
وُلد بيويك في تشيريبرن، أحد المنازل في قرية ميكلي، نورثمبرلاند، بالقرب من نيوكاسل أبون تاين في 10 أو 11 أغسطس 1753، على الرغم من ذلك، احتُفل بعيد ميلاده دائمًا في اليوم الثاني عشر. كان والداه من المزارعين المستأجرين: والده جون المتزوج سابقًا قبل زواجه من جين، كان في الأربعينيات من عمره عندما وُلد توماس، الابن الأكبر بين ثمانية أولاد. استأجر جون منجم صغير تابع لميكلي بانك، الذي وظّف ربما ستة رجال. التحق بيويك بالمدرسة في قرية أوفينجهام القريبة.
لم يبدع بيويك في المجال الدراسي، ولكن أظهر موهبة في الرسم في سن مبكرة جدًا. لم يتلقَّ دروسًا في الفنّ. تتلمذ في سن الرابعة عشر على يد رالف بيلببي، أحد نحاتي نيوكاسل، حيث تعلّم كيفية النقش على الخشب والمعدن، على سبيل المثال وَسم المجوهرات وأدوات المائدة بأسماء العائلات وشعارات النبلاء. نقش بيويك في ورشة عمل بيلببي سلسلة من الرسوم البيانية على الخشب لتشارلز هاتون، موضحًا بالرسوم أطروحة هاتون عن القياس. يُعتَقد أنّه كرّس نفسه بعد ذلك بالكامل للنقش على الخشب، وحصل في عام 1775 على جائزة من الجمعية الملكية لتشجيع الفنون والمصنوعات والتجارة لنقوشه الخشبية بعنوان «هنتسمان أند ذا أولد هاوند» عن أعمال «سيليكت فيبلس» للراحلة جاي، التي جسد أعمالها بنقوشه. أصبح بيويك في 1776 شريكًا في ورشة عمل بيلببي. أدت هذه الشراكة لازدهار الأعمال وارتقائها لتصبح خدمة النحت الأولى في نيوكاسل مع سمعة تُحسَد عليها في أعمال النقش ذات الجودة العالية والخدمة الممتازة. ذهب بيويك في سبتمبر 1776 إلى لندن لمدة ثمانية أشهر، حيث وجد فيها الفظاظة والخداع والقسوة، كارهًا عدم الإنصاف بين الثروة الفاحشة والفقر المدقع جنبًا إلى جنب. عاد إلى محبوبته نيوكاسل بأسرع ما يمكن، مع ذلك، منحه وقته في العاصمة شهرة إضافية، وخبرة عمل، ومعرفة بحركات جديدة في الفن.
في عام 1786، وبعد تأمين أحواله المادية، تزوّج من إيزابيلا إليوت من أوفينجهام؛ صديقة الطفولة. كان لديهم أربعة أطفال، روبرت، وجين، وإيزابيلا، وإليزابيث. عملت بناته على مذكرات والدهم بعد وفاته. في تلك الفترة من حياته، وصفه توماس سورد جود وهو فنان من نيوكاسل بأنه «رجل ذو بنية رياضية، يبلغ طوله 6 أقدام تقريباً، وضخم بشكل متناسب. امتلك شجاعة كبيرة، ولم يتردد في سنوات شبابه في رد الإهانة جسديًا لصاحبها، تعرّض مرّةً للاعتداء من قبل اثنين من رجال الشرطة أثناء عودته من زيارة إلى تشيريبرن، إذ ردّ عليهم بحزم، وكما قال، «أعطاهم ما يستحقون».»
لُوحِظ أيضًا امتلاك بيويك حسًّا أخلاقيًا عاليًا، وكان من أوائل الناشطين المطالبين بالرفق بالحيوان. اعترض على قص ذيول الخيل، وسوء معاملة الحيوانات المُدرّبة مثل الدببة، والقسوة في التعامل مع الكلاب. قبل كل شيء، آمن بانعدام مغزى الحرب. تكررت كل هذه المواضيع في نقوشه، والتي عكست صدى اهتمام هوغارث بالموضوعات الأخلاقية. على سبيل المثال، أظهر الجنود الجرحى مع أرجل خشبية، عائدين من الحروب، والحيوانات مع حبل المشنقة في الخلفية.
كان لدى بيويك ما لا يقل عن 30 تلميذاً ممن عملوا له ولبيلببي كمتدربين، وكان أولهم شقيقه الأصغر جون. تميّز العديد منهم كنحاتين، بما في ذلك جون أندرسون، ولوك كلينيل، وتشارلتون نيسبيت، وويليام هارفي، وروبرت جونسون، وابنه وشريكه اللاحق روبرت إليوت بيويك.
نشر الشركاء كتاب «هيستوري اوف كوتدروبيدس» في عام 1790، موجهًا للأطفال ولكن مع تحقيق الوصول إلى القراء البالغين أيضًا، وشجعهم نجاحهم على التفكير في عمل أكثر جدية في التاريخ الطبيعي. قضى بيويك تحضيرًا لذلك عدة سنوات في حفر القطع الخشبية في «لاند بيردس»، وهو المجلد الأول من «هيستوري اوف بريتش بيردس». نظرًا لمعرفته التفصيلية للطيور في نورثمبرلاند، قام بيويك بإعداد الرسوم التوضيحية، وكُلّف بيلببي بمهمة تجميع النص، لكنه عانى من أجل القيام بها. انتهى الأمر بكتابة بيويك لمعظم النص، ما أدّى إلى نزاع على هوية المؤلف الحقيقي للكتاب؛ رفض بيويك الاعتراف ببيلبي كمؤلف، وفي النهاية ظهر اسم بيويك فقط على صفحة العنوان، جنبًا إلى جنب مع فقرة شرح في نهاية المقدمة.
قد يكون من المناسب أن نلاحظ مشاركة أحد محرري هذا العمل في إعداد النقوش، بينما تمّ تجميع الأوصاف بواسطة آخر، مع مراعاة تصويبات صديقه الذي أدى سلوكه إلى امتلاكه معرفةً أعمق بهذا الفرع من التاريخ الطبيعي. – مقدمة لاند بيردس.
حقق الكتاب نجاحًا فوريًا عند نشره من قبل بيلببي وبيويك في عام 1797. نشر بيويك قبل إصدار الكتاب بفترة قصيرة، مختارات في عام 1795 من دراسة الشخصية عن ملوك وملكات إنجلترا. نظرًا للنجاح الذي حققه نشر الرسوم التوضيحية لعام 1797، بدأ بيويك العمل على المجلد الثاني «ووتر بيردس»، لكن أدّى الخلاف حول التأليف إلى انفصال نهائي بين بيويك وبيلبي. لم يتمكن بيويك من التحكم بمشاعره وحلّ المشكلات بهدوء، لذا انتهت الشراكة بشكل مضطرب ومكلف ماديًّا، تاركًا بيويك في ورشة عمل خاصة به. اضطر بيويك لدفع 20 جنيهًا إسترلينيًا، أي ما يعادل حوالي 20400 جنيه إسترليني في عام 2011، كأتعاب المحاماة، وأكثر من 21 جنيهًا إسترلينيًا مقابل حصة بيلببي من معدات الورشة.
قام بيويك بمساعدة المتدربين، بإخراج المجلد الثاني، «ووتر بيردس»، في عام 1804، باعتباره المؤلف الوحيد. وجد مهمة إدارة آلات الطباعة بشكل مستمر مزعجة، لكن حقق الكتاب نجاحًا كبيرًا مماثلًا لنجاح المجلد الأول.
في أبريل 1827، جاء عالم الطبيعة الأمريكي ورسام الطيور جون جيمس أودوبون إلى بريطانيا لإيجاد طابعة مناسبة لكتابه الضخم «بيردس أوف أميركا». أراه بيويك، الذي كان في الرابعة والسبعين من عمره، قطعة الخشب التي كان يعمل عليها، والتي تضمنت كلبًا خائفًا من جذوع الأشجار التي بدت في الظلام على هيئة شخصيات شيطانية، وأهدى أودوبون نسخة من كتاب «هيستوري اوف كوادروبيدس» ليعطيها لأطفاله.
كان بيويك مولعًا بموسيقى نورثمبرلاند، وبشكل خاص بآلة نورثمبريان سمولبايبس الموسيقية. أراد الترويج لهذه الآلة الموسيقية، فدعم جون بايكوك، وشجعه على تعليم التلاميذ لهذا النوع من الموسيقى وتحويلهم لمحترفين في العزف عليها. أحد هؤلاء التلاميذ هو ابن توماس، روبرت، الذي أعطت دفاتر نوتاته الموسيقية الباقية صورة عن مؤلفاته في عشرينيات القرن التاسع عشر.
تضمّن آخر نقش خشبي لبيويك، «ويتينغ فور ديث»، حصانًا عاملًا عجوزًا يقف منبوذًا أمام جذع شجرة، كان قد رآه ورسمه عندما كان تلميذًا؛ يحاكي هذا العمل آخر أعمال ويليام هوجارث، «ذا باثوس»، الذي يظهر فنانًا محبطًا مستندًا على عمود مكسور. توفي بعد مرض لازمه عدة أيام في 8 نوفمبر 1828، في منزله. دُفِن في فناء كنيسة أوفنهام، بجانب زوجته إيزابيلا، التي توفيت قبل ذلك بعامين، بمكان قريب من والديه وشقيقه جون.

## روابط خارجية
- توماس بيويك على موقع الموسوعة البريطانية (الإنجليزية)
- توماس بيويك على موقع إن إن دي بي (الإنجليزية)
- توماس بيويك على موقع ديسكوغز (الإنجليزية)